# Xã Sidney, Quận Perkins, Nam Dakota
Xã Sidney (tiếng Anh: Sidney Township) là một xã thuộc quận Perkins, tiểu bang Nam Dakota, Hoa Kỳ. Năm 2010, dân số của xã này là 9 người.